# Dampchalup Nr. 5
Den danske Dampchalup nr. 5 blev bygget i England og indgik i den danske marine i 1875 som flådens første specialbyggede fartøj til fremføring af torpedoer. Den udgik af tjeneste i 1894.

## Baggrund og design
Da den norske marine i 1873 fik leveret den hurtige torpedobåd Rap - bygget af stål - vakte det interesse i de to øvrige skandinaviske lande, og såvel Sverige som Danmark bestilte en tilsvarende båd hos John I. Thornycroft & Company i Chiswick i England. Den danske båd, der fik navnet Dampchalup nr. 5, blev søsat i 1874 og gennemførte værftsprøver i foråret 1875. Det hurtige fartøj blev behørigt omtalt i det britiske fagtidsskrift Engineering, 30. april 1875, og man noterede her, at den gennemsnitlige hastighed ved fuldkraftsprøven havde været 15,91 kn (18,31 mi/h). Den 23. juni 1875 kunne dagbladet Fædrelandet meddele, at dampchaluppen var ankommet til København og at Marinen den 16. juni havde nedsat en kommission, ledet af underdirektør, orlogskaptajn G.P. Schønheyder, for at "undersøge og anstille prøver" med det nye fartøj. Når man i 1870'erne talte om torpedoer, mente man ikke blot de selvbevægelige torpedoer fra Whitehead, men også stangtorpedoer og slæbetorpedoer. Den nye dampchalup var fra værftets side tænkt som en torpedobåd med stangtorpedoer, men Marinen mente, at fartøjet var for spinkelt, og valgte i stedet at satse på små slæbetorpedoer. Linerne til dem blev fastgjort på skorstenen, som ved samme lejlighed blev forsynet med støttewirer. Slæbetorpedoerne blev omtalt i Engineering 1. juni 1877 og det blev her oplyst, at de reducerede fartøjets fart til omkring 10 knob.

## Tjeneste
Dampchalup Nr. 5 hejste officielt kommando 17. september 1878 og indledte torpedoøvelser sammen med andre damchalupper. Den 30. september, mens bådene lå i Krudtgraven på Holmen, eksploderede en stangtorpedo ombord på Dampchalup nr. 11. Ved ulykken blev 13 mand kvæstet, heraf en så hårdt, at han efterfølgende afgik ved døden. Øvelserne fortsatte imidlertid indtil 8. oktober. Den 15. februar 1879 bestemte Marineministeriet, at båden skulle omdøbes til Torpedobaad Nr.1. I 1880 blev den sendt retur til værftet i England. Bådens oprindelige ror havde været monteret foran skruen, og havde gjort det svært at manøvrere. Ved værftsbesøget blev der påsat et mere almindeligt ror bag skruen, og samtidig fik torpedobåden monteret to af Thornycrofts rammeapparater til 35 cm Whitehead torpedoer. I juni-juli samme år var torpedobåden på øvelser med Esbern Snare og deltog september-oktober i eskadrens øvelser. I juli-august 1881 og 1882 deltog Torpedobaad Nr. 1 i øvelser sammen med andre af flådens torpedobåde. Den 18. januar 1882 var dens betegnelse blevet ændret til torpedobåd af 2. klasse. Den 9. januar 1889 skiftede den for sidste gang navn, nu til Patrouillebaad Nr. 1. Rammeapparaterne fra Thronycroft havde ikke været den store succes, idet båden var nødt til at gå ned i fart, før det var muligt at affyre dem. I forbindelse med den ændrede status i 1889 blev rammeapparaterne fjernet og patruljebåden fik i stedet opsat en dobbeltløbet 11 mm Gardner mitrailleuse. Båden udgik af tjeneste 19. maj 1894 og blev efterfølgende ophugget.